# Militäranwärter

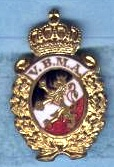
Mitgliedsabzeichen des Verbandes Bayerischer Militäranwärter

Militäranwärter war eine Bezeichnung für ehemalige Soldaten im deutschen Kaiserreich, die eine Anwartschaft auf gehobene Zivildienstverhältnisse (meist die Beamtenlaufbahn) hatten.

## Definition
Militäranwärter waren in der Regel Unteroffiziere, die eine bestimmte Zeit gedient hatten oder für den Militärdienst nicht mehr tauglich waren.
Diese wurden in einer Folgeverwendung vorrangig als Beamte in der zivilen Verwaltung, z. B. bei Post und Eisenbahn etc. weiter beschäftigt.
Auch in der Weimarer Republik wurde der Begriff noch verwendet.
Die Militäranwärter waren großteils im 1904 gegründeten Interessensverband Bund Deutscher Militäranwärter organisiert, in Bayern gab es den Verband Bayerischer Militäranwärter.